# All Hope Is Gone (musikalbum)
All Hope Is Gone är ett metalalbum av Slipknot och producerat av Dave Fortman. Albumet släpptes den 20 augusti i Japan och i resten av världen runt datumet 26 augusti.
Den 15 juni 2008 skickades låten All Hope Is Gone till amerikanska radiostationer och läcktes ut på internet tre dagar därefter. Trots att det var denna låt som skickades ut först till radiostationerna så är Psychosocial den första singeln. En specialversion av All Hope Is Gone gavs ut samtidigt som originalversionen i hela världen. Den innehåller tre bonuslåtar, mer bilder i fodralet och en bonus-DVD med dokumentären Nine: The Making of All Hope Is Gone. Gitarriffet i början av Gematria (The Killing Name) skrevs av Paul Gray redan 1990 till ett av hans gamla garageband. Shawn Crahan (som vanligtvis spelar slagverk) spelar trummor i  'Til We Die. Joey Jordison som annars spelar trummor, fick stå över. Det nya albumet har en mer melodiös sida än de äldre albumen.

## Låtlista
Originalversionen innehåller låtarna 1 till 12. Specialutgåvan innehåller spår 1 till 15.
1. .execute.
2. Gematria (The Killing Name)
3. Sulfur
4. Psychosocial
5. Dead Memories
6. Vendetta
7. Butcher's Hook
8. Gehenna
9. This Cold Black
10. Wherein Lies Continue
11. Snuff
12. All Hope Is Gone
13. Child of Burning Time
14. Vermillion Pt. 2 (Bloodstone Mix)
15. 'Til We Die
16. Psychosocial (Live) (Endast för de som förbeställde den digitala utgåvan av albumet via Itunes)

## Singlar
- Psychosocial (2008)
- Dead Memories (2008)
- Sulfur (2009)
- Snuff (2009)